# 小谷三志

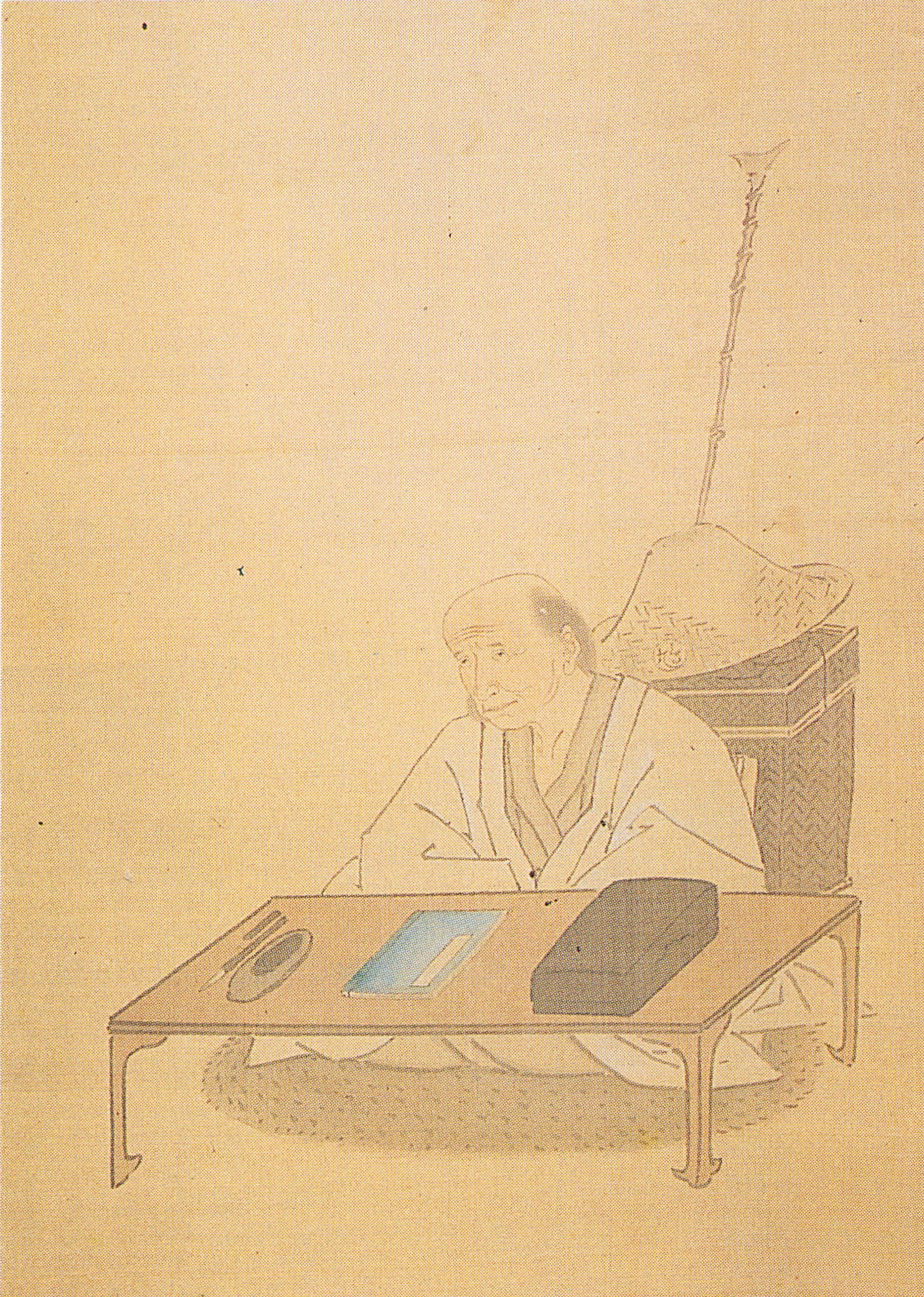
小谷三志像(鳩ケ谷市立郷土資料館蔵)

小谷 三志（こだに（こたに） さんし、明和2年12月25日（1766年2月4日） - 天保12年9月17日（1841年10月31日））は、日本の宗教家、社会教育家。幕末期に富士講の一派「不二孝（不二道）」を庶民に広めた。本名は小谷 庄兵衛（こだに しょうべえ）。道号（行名および三名）は禄行 三志（ろくぎょう さんし）。小谷禄行三志、小谷禄行、鳩ヶ谷出身であることから鳩谷三志などとも呼ばれた。

## 略歴
武蔵国鳩が谷（現・埼玉県川口市）にて、糀屋「河内屋」を営む小谷太兵衛の長男として生まれた。子供たちに手習いを教えたり、宿場の年寄・問屋役を務めながら、鳩ヶ谷で富士講の「丸鳩講」の先達（指導者）となる。
富士講は、富士山を信仰対象とする山岳信仰の一種で、17世紀初頭の戦国時代に現れた修験者のひとり、長谷川角行を始祖と謳う人々の集まりである。角行の教えは、中・上層階級に支持された村上光清派と、庶民に支持された食行身禄の2派に分かれ、食行は実践倫理に重きを置き、士農工商それぞれの家業に勤めることが救いとなると説いた。食行の死後、弟子や食行の娘が身禄派を受け継ぎ、中でも主流は三女・花（伊藤一行）の弟子であった伊藤参行（1746年-1809年）に引き継がれた。
文化6年（1809年）、富士山水を使った病気治しや護摩焚きといった加持祈祷迷信のたぐいや、白衣の行者姿での登山といった儀式や外形にこだわる富士講諸派に疑問を感じていた三志は、実践道徳を説く参行を江戸で知り門弟となり、鳩ヶ谷に迎えて師事した。
三志は参行の教えを発展させ、宗教的形式より、日々の実践道徳の積み重ねや日常処世の応用に重きを置いた。文政・天保年間に渡って、教えを広めるため諸国各地を回り、多くの人々を感化し、その数は数万とも言われた。実践倫理のうちの「孝」を最も重んじたことから、1838年（天保9年）には、「富士講」ではなく、二つとない「不二孝」を行なう「不二道」と称し、公認を目指して京都で公家や文人などにも接し、仙洞御所や九条公より記念品を賜ったとされる。
1841年（天保12年）に75歳で没し、鳩ヶ谷浦寺の地蔵院（慈眼寺、川口市鳩ヶ谷桜町5-5-39）に埋葬された。

## 没後
富士講は"江戸八百八講・講中八万人"と言われるほど各派が乱立して流行し、三志没後の嘉永2年（1849年）には、庶民が徒党を組むことを恐れた寺社奉行により富士講禁止の触れ書きが出され、不二道も禁止となったが、明治維新により禁が解かれた。三志の跡を継いだ醍醐寺理性院の大徳寺行雅（1805-1883）は不二道の神道化を強化し、それを支持した柴田花守が実行教を興し、教派神道として公認されるに至った。一方、三志の教えにより忠実な一派は「不二道孝心講」を名乗り、元旦には皇居を拝し、正月三日には九条家、各省大臣の官邸・私邸を歴訪し。明治神宮造営や道路工事といった公共事業や開墾事業への寄付や労働奉仕に尽力し、それらの功績により、1918年（大正7年）に、亡き三志に対して従五位が追贈された。
2006年に、鳩ヶ谷の富士講研究者、岡田博が消滅していた地元の講社「丸鳩講」を小谷三志翁顕彰会として復活させた。
地元鳩ヶ谷では、小谷三志の三男が江戸時代に始めた鰻屋「湊家」が6代目によって営まれているほか、地元の和菓子店によって三志最中が販売されている。

## 三志の教え
親への孝を本旨とし、貧窮者を憐れみ、老若を労り、人と争わず、神仏を敬い、困った人あれば助け、道や橋が悪ければ直し、博打はせず、酒や遊びに耽らず、士農工商それぞれの家業に勤めるを不二孝の血脈とする、といった一般道徳の強化が中心であり、当時の階級制度（賤民を除外した四民）の秩序と親和・和合（現代の平等の意とは異なる）や土木事業の重要性、農業技術の改良などを説いている。
『おふりかはり（お振り変わり）の巻』『四民の巻』『ゑぼし山御伝解』などといった参行が著した教えを基本的に踏襲しており、着物を左前に着たり、富士山の登頂ルートである御中道を逆に回ったりと、常識を逆さにして日常の倫理を説き、男女のあり方についても、陰である女性は水のように下がるものであり、陽である男性は火のように上がるものであるから、和合を考えるなら陰を陽より優先すべし、といった陰陽の価値の逆転を説いたりもした。

## 富士山登頂
「行よりも徳」を唱え、富士山での難行苦行に疑問を呈した三志だが、生涯に161回の富士登山をしたという。天保3年9月（1832年11月）には、女性信徒の高山たつ（1813-1876）を連れ、男装をさせて、女人禁制とされていた富士山登頂を成功させた。それ以前にも五合目あたりまでは女性も入山できる特別な日があったようだが、女性登頂者はたつが初めてとされる。三志がたつの登頂を導いたのは「振り変わり」の教えに基づくが、集客の拡大と収入増を願う富士の御師たちの思惑もあったと見られている。